# مثل یک باکره (فیلم)
مثل یک باکره (انگلیسی: Like a Virgin) فیلمی در ژانر کمدی-درام و درام است که در سال ۲۰۰۶ منتشر شد. از بازیگران آن می‌توان به بائک یون سیک اشاره کرد.